# Régis Perray
Régis Perray est un artiste plasticien né en 1970 à Nantes, ville dans laquelle il vit et travaille.

## Expositions personnelles
2015
- "l'abbaye fleurie", Abbaye de Maubuisson, Saint-Ouen l'Aumône, France

Jusqu'en juin 2016.
2014
- Les Ponsées, Galerie Gourvennec Ogor, Marseille, France[2]

2013
- Bataille de Neige contre tags nazis, Vidéo Room Galerie Gourvennec Ogor, Marseille, France

2012
- Les Bouts du monde, Galerie Gourvennec Ogor, Marseille, France
- Intime Campagne #2, Galerie Laizé, Bazouges-la-Pérouse, France

2010
- Les Mots Propres, Un livre une image, Paris, France
- Ni fait ni à faire, Le B.A.R. Roubaix, France

2009
- Dépoussiérer, Poser, Reboucher, Micro-Onde, Vélizy-Villacoublay
- L’union fait la force et le désordre la Belgique, Le Granit, Belfort
- Horst 2, showroom Civel, Nantes, France

2008
- Les travaux de Triangle, Le Triangle, Rennes
- L’éponge est dans la bergerie, La Bergerie, Bourréac

2006
- Sous nos pieds et au-dessus de notre tête, domaine de Chamarande, Chamarande
- La chapelle Saint-Prix, Chapelle Saint-Pry, Béthune

2005
- Les Mots Propres, Scène nationale de La Roche-sur-Yon
- La rentrée en sol, labyrinthe de la cathédrale Notre-Dame d'Amiens

2004
- Pume Bylex - Régis Perray, Espace Croisé, Roubaix

2003
- Paris pour ne rien faire, Public, Paris

2002
- Instantané (28) Régis Perray. Sur les sols de Malakoff/Pré-Gauchet, Nantes
- Frac des Pays de la Loire, Carquefou

2000
- Patinage artistique, Musée des beaux-arts de Nantes

1999
- Déblayer, jeter, ranger, balayer, curer, laver, astiquer, K@rl, Roubaix

## Expositions collectives
2013
- Mirages d'Orient, grenades et figues de barbarie, Chassé-croisé en Méditerranée, Collection Lambert, Avignon, France

2012
- Si J’avais un Marteau, Le Hangar à bananes, Nantes, France
- Des Architectures, Galerie Gourvennec Ogor, Marseille, France
- VOIRE art et embarras du choix, AFIAC 2012, Saint-Paul-Cap-de-Joux, France
- Women at Work, Caochangdi Photospring Festival, Pékin, Chine
- Objet Trouvé, Plataforma Revolver, Lisbonne, Portugal
- Superpositions, Tour de Sault, Bayonne
- Ho ! Haaa, CCI Marseille Provence, Marseille, France
- 340t-340g | Heizer-Perray, LACMA-OBSART (Observatoire du Land Art), France, États-Unis

2011
- Inauguration, Galerie Gourvennec Ogor, Marseille
- Transfer, Musée des Beaux-Arts de Nantes, Nantes
- Plutôt que rien : démontage, commissariat Raphaëlle Jeune en collaboration avec Frédéric Neyrat, Maison Populaire de Montreuil, Montreuil

- Design Reloaded, Le B.A.R. Roubaix
- Heureux comme Sisyphe, Domaine de la Garenne Lemot, Gétigné
- Franchement énervé ! Tranfer, Musée des Beaux-Arts de Tourcoing

2010
- Passage, Museum am Ostwall, Dortmund, Allemagne
- Metamorphosen, Kunstmuseum Mülheim an der Ruhr, Allemagne
- Tenir, debout, Musée des beaux-arts de Valenciennes, Valenciennes
- +10, Espace 36, Saint-Omer
- Ni fait ni à faire, project by the Bureau d’Art et de Recherche,
- Q.S.P., Roubaix
- Marcher, Le Bon Accueil, Rennes
- Dont acte, L’Espace Croisé, Roubaix
- Afrique, retours d’images, Biennale of contemporary art, Gonesse

2009
- Poétique du chantier, Musée du Château d'Annecy
- Architectures transitoires, Parcours Contemporain de Fontenay-le-Comte, Fontenay-le-Comte
- « 90’ », Collection du Fonds Régional d’Art Contemporain de Franche-Comté à la Saline royale d'Arc-et-Senans
- SQ20, Julien Gardair, Julie Legrand et Régis Perray, commissariat Sophie Brossais, Galerie Saint-Jacques, Saint-Quentin
- L’union fait la force et le désordre la Belgique, Théâtre le Granit, Scène nationale de Belfort, Belfort
- Grand Nettoyage, La Promesse de l’écran, franchise de Bordeaux, Bordeaux
- HOST 2, Régis Perray, Showroom CIVEL, Nantes

2008
- Regarde de tous tes yeux, regarde, Musée des beaux-arts de Dole
- Collections sans frontières IX. Foyer: langage & espace à la frontière, CAC, Vilnius, Lituanie
- Les Travaux du Triangle : Aspirateur, balais, béton, engins, graviers, parpaings, Triangle (métro de Rennes), Scène conventionnée Danse, Rennes

- L’Eponge est dans la Bergerie, La Bergerie, lieu d’art contemporain, Bourréac
- Petits dess(e)ins entre nous, Galerie d’Art de la Ddec, Nantes
- Ex-Voto: dans l’art contemporain, Palais du Tau, centre des monuments nationaux, Reims
- Regarde de tous tes yeux, regarde, Musée des beaux-arts de Nantes, Nantes
- Trinch, Château de Jau (P-O). exhibition at the occasion of La dégelée Rabelais, organised by the Frac Languedoc-Roussillon, Jau
- //Valeurs croisées, Les Ateliers de Rennes / Biennial of contemporary art, Couvent des Jacobins (Rennes)
- Grand Nettoyage, Charles & Ray Eames - Régis Perray, 1st presentation of Serial Floors, La promesse de l’écran, Paris

2007
- Ça fait combien de temps qu’on se connait ?, commissariat La Station Mobile, Blockhaus DY10, Nantes
- Du feu dans la tête, commissariat LA CIt et Jean-Michel Jagot, La Chapelle des Pénitents, Aniane
- Architecture et humanité, Carte blanche à Neal Beggs et David Michael Clarke, Centre culturel La Laverie, La Ferté-Bernard
- Passion de l’été pour l’hiver, Frac des Pays de la Loire, Carquefou
- Tuning Bach au Musée', à l'occasion de Voyage, voyages : Fais ta valise, Centre Ozanam, Direction de l’Enseignement Catholique de Nantes, Musée des beaux-arts de Nantes, Journées européennes du patrimoine, Nantes
- Composite realities, CCP Melbourne, Melbourne, Australie
- Les inattendus, Château de Champlitte
- Rouge Baiser, Biennale Estuaire Nantes, Saint-Nazaire
- Déplacement, at the occasion of the Biennial de l’art contemporain à l’école, Château de la Groulais, Blain
- Les bouts du bronze, Résidence Amalgame - Frac Franche-Comté. Villers-sur-Port
- Dispensaire, Bartleby & Co. invite SUPERVISION, Bruxelles, Belgique
- Jump, Théâtre Universitaire, Nantes
- La mesure du sensible, Musée Ludwig, Budapest, Hongrie

2006
- La chapelle Saint-Prix, Chapelle Saint-Pry, Béthune
- Traverser la ville. A.Bernardini, S.Lhermitte, R.Perray, Cambrai
- Traverser la ville. A.Bernardini, S.Lhermitte, R.Perray, Saint-Omer
- Spirales et labyrinthes, CRAC Château du Tremblay
- Le Salon, Jean Fléaca et Régis Perray, Le Salon, Nantes
- Festival du court métrage d’art, Est-ce une bonne nouvelle / Philippe Laleu, Yokohama, Japon
- Sous nos pieds et au-dessus de notre tête, L’Orangerie, domaine de Chamarande, Chamarande

2005
- Collection 19e, 20e, 21e, Musée des Beaux-Arts de Nantes, Nantes
- Traverser la ville. A.Bernardini, S.Lhermitte, R.Perray, Musée de Boulogne-sur-Mer
- Traverser la ville. A.Bernardini, S.Lhermitte, R.Perray, Espace Croisé de Roubaix
- Agir Proche, Maison de la culture d’Amiens
- La rentrée en sol, labyrinthe de la Cathédrale Notre-Dame d'Amiens pour Agir Proche
- Rendez-vous, Galerie des terreaux, 8th biennial of Lyon, Lyon
- Papillons et bulles de savon, Frac Nord-Pas de Calais, Dunkerque
- Art=Vie=Jeu, Mairie de Dunkerque, Malo-les-Bains
- Les Mots Propres, Scène nationale de La Roche-sur-Yon, La Maison, La Roche-sur-Yon
- Gueffier, Résidence d’écriture et exposition, La Roche-sur-Yon
- Territoires. L’expérience de la nature, Médiathèque de Challans, Challans
- Le FRAC est à vous (2), Centre culturel de Sablé-sur-Sarthe, Sablé-sur-Sarthe
- Est-ce une bonne nouvelle chez éof, éof. Paris

2004
- Michèle Magema-Régis Perray, Galerie Ipso-Facto, Nantes
- Gongju International Biennial of Contemporary Art, Limlip Art Museum, Gongju, Corée du Sud
- Allotopies, La station mobile, Rennes
- Acquisitions 2004, Le Ring, Nantes
- Monter au jour. Amélie Labourdette, Stéphane Pauvret, Régis Perray, Musée des beaux-arts de Nantes, Nantes
- De la mer, Jiro Nakayama – Le mur des sols, Régis Perray, Galerie du Cloître, École des Beaux-Arts de Rennes, Rennes

2003
- 1:1 x temps quantités, proportions et fuites, Frac Bourgogne, Dijon
- Première vue, Passage de Retz, Paris
- Oxymory, FRAC Basse-Normandie, Caen
- Dust memories, Swiss Institute, New York, États-Unis
- Paris pour ne rien faire, Public, Paris

2002
- Le Livre et l’art : Ma bibliothèque sur mes tapis beloutch, Le Lieu unique, Nantes
- De(s)enchantées, Espace Croisé/Frac Nord-Pas-de-Calais, Roubaix
- Territoires Partagés, Carte blanche à Régis Perray, Théâtre Athénor, Espace CIO, Nantes

2001
- Le mur des sols, Création du centre iconographique des sols
- Je voudrais encore travailler, L’Imprimerie, Pau-Orthez, at the occasion of the Rencontres Photographiques image/imatge
- Le détour vers la simplicité : expériences de l’absurde, Centre d’entraînement pour retourner au Pilat et à Saqqara, Confort Moderne, Poitiers

2000
- Le travail, c’est la santé II, commissariat K@rl et Zoo Galerie, Zoo Galerie, Nantes
- Actif/Réactif, courir pour aller plus vite, balayer pour aller plus loin, Le lieu Unique, Nantes
- Le travail, c’est la santé I, commissariat K@rl et Le Bon Accueil, Musée des beaux-arts de Rennes, collection d’Égyptologie, Rennes
- De Pontmain vers la Kaaba, Centre d’Art Sacré Contemporain, Pontmain
- Gants et grattoirs, Nettoyage de la marée noire de l’Erika, Loire-Atlantique

1999
- Le jour du Seigneur, action réalisée à l'occasion de l'exposition du collectif La Valise, Oudon Station, Oudon
- Déjeuners sur plaids autour d’une bonne bouteille, Premier déjeuner autour d’un Vouvray 1989, Clos du Bourg 1re Trie, Domaine Huet
- Retour d’Egypte, diaporama at the occasion of Hiatus, by Pierrick Sorin, with Claude Closky and Max Chrisostomo Coelho, Frac Basse-Normandie
- - 5 - Balayage des routes, action, Gizeh, Égypte